# Kyengera
Kyengera är en stad i centrala Uganda. Det är en snabbt växande västlig förort till Kampala, och folkmängden uppgick till cirka 270 000 invånare 2019. 